# Synergistisches Training
Unter synergistisches Training versteht man eine Trainingsmethode aus dem Bodybuilding und Kraftsport, in der möglichst viele Muskelgruppen auf einmal mit einbezogen werden. So können z. B. bereits durch vorheriges Training erschöpfte Muskeln mit weiteren Sätzen optimal trainiert werden. Agonist und dessen Synergisten werden zusammen trainiert.
Durch synergistisches Training trainiert man den Körper naturnäher als durch das „herkömmliche“ Split-Training, welches überwiegend aus Isolationsübungen besteht, die darauf ausgerichtet sind, einzelne Muskelgruppen zu trainieren.